# Cynthia Lamptey
Pour les articles homonymes, voir Lamptey.
Cynthia Jane Naa-Koshie Lamptey est une avocate et fonctionnaire ghanéenne. Elle est directrice des poursuites pénales sous l'administration John Dramani Mahama. Elle est nommée Procureur spécial adjoint du Ghana en 2018,,. Elle est procureur spécial par intérim du Ghana (en) après la démission du procureur spécial de l'époque, Martin Amidu (en), le 16 novembre 2020, jusqu'à la nomination de Kissi Agyebeng (en) le 5 août 2021.

## Enfance et éducation
Lamptey est née le 15 décembre 1959 à Adabraka, Accra, Ghana.
Lamptey commence son éducation formelle à la New Era Preparatory School à Tudu, Accra, de 1965 à 1966. Elle poursuit ensuite ses études à l'école primaire Legon de l'Université du Ghana (en), de 1966 à 1972, où elle passe son examen d'entrée commun en 1972. De 1971 à 1977, elle fréquente la Aburi Girls' Senior High School à Aburi, où elle obtient son certificat de niveau GCE 'O'. Elle poursuit ses études à la Mfantsiman Girls' Secondary School, où elle obtient un certificat de niveau GCE 'A' en 1979.
Lamptey poursuit ensuite ses études supérieures au Workers College de l'Université du Ghana, où elle obtient un Bachelor of Arts en droit et en sociologie en 1980. Elle étudie ensuite le droit à la Ghana School of Law et elle est admise au barreau du Ghana en mars 1988.

## Vie professionnelle
Lamptey est avocate de profession, elle commence comme personnel du service national à l'Organisation de la défense civile d'octobre 1987 à juillet 1988. Elle travaille ensuite comme assistante du procureur général au ministère de la Justice et au département du procureur général à Accra et Koforidua d'août 1989 à avril 2015. En 1995, elle devient procureure d'État au ministère du Procureur général et gravit les échelons jusqu'à ce qu'elle soit nommée directrice des poursuites pénales sous l'administration John Mahama,. En tant que procureure en chef du pays, elle gère plusieurs poursuites très médiatisées. Parmi ses poursuites figurent l'affaire du vol présumé de 86,9 millions de cedis par un directeur exécutif du National Service Scheme (en) et la poursuite pénale d'Alfred Agbesi Woyome (en). Alfred Woyome, un financier connu du National Democratic Congress, est accusé par un tribunal ghanéen d'avoir frauduleusement reçu une dette de jugement de 52 millions de cedis contre le Ghana. En 2014, elle poursuit deux femmes ghanéennes qui ont joué un rôle de premier plan dans l'exportation de cocaïne vers le Royaume-Uni. Après 20 ans de service à la nation, elle quitte le département en 2015. Elle est remplacée par Yvonne Attakorah Obuobisa,. À la suite de son travail de procureure, elle est nommée directrice adjointe du Conseil de l'aide judiciaire de septembre 2015 à avril 2017. Avant sa nomination en tant que procureur spécial adjoint du Ghana (en), elle est registraire général adjoint au département du registraire général.

## Procureur spécial adjoint du Ghana
En janvier 2018, après la nomination officielle de Martin Amidu comme premier procureur spécial du Ghana, les médias ghanéens commencent à publier le nom de Cynthia Lamptey comme son adjointe,. Cynthia Lamptey a travaillé sous Martin Amidu lorsque ce dernier était le procureur général de l'administration John Atta Mills. Le Bureau du procureur spécial est créé par l'administration Nana Addo Dankwa Akuffo-Addo en 2017 dans le but de permettre la poursuite indépendante des politiciens et des personnes affiliées à des partis politiques ou de leurs membres qui sont considérés comme corrompus. À la suite de sa nomination, elle est nommée procureure spéciale adjointe en 2018. Elle devient ensuite la première personne à être procureure spéciale adjointe du Ghana. Elle est maintenant procureur spécial par intérim du Ghana après la démission du procureur spécial de l'époque, Martin Amidu (en), le 16 novembre 2020, jusqu'à la nomination de Kissi Agyebeng (en)le 5 août 2021.